# Taxeotis promelanaria
Taxeotis promelanaria là một loài bướm đêm trong họ Geometridae.